# Distrito electoral federal 3 de Michoacán
El Distrito electoral federal 3 de Michoacán es uno de los 300 distritos electorales en los que se encuentra dividido el territorio de México para la elección de diputados federales y uno de los once en los que se divide el estado de Michoacán de Ocampo. Su cabecera es la ciudad de Heroica Zitácuaro. La actual diputada por este distrito es Mary Carmen Bernal Martínez.
El distrito 3 de Michoacán se ubica en la Región Oriente del estado. Desde el proceso de distritación de 2022 lo conforman los siguientes catorce municipios: Angangueo, Aporo, Contepec, Epitacio Huerta, Juárez, Jungapeo, Maravatío, Ocampo, Senguio, Susupuato, Tlalpujahua, Tuxpan, Tuzantla y Zitácuaro.

## Distritaciones anteriores

### Distritación 1996-2005
Entre 1996 y 2005 el distrito 3 se localizaba en el este de Michoacán pero su integración municipal era diferente, pues se conformaba por los municipios de Angangueo, Aporo, Contepec, Epitacio Huerta, Juárez, Jungapeo, Ocampo, Senguio, Susupuato, Tlalpujahua, Tuzantla, Tuxpan, Zitácuaro.

### Distritación 2005-2017
Entre 2005 y 2017 el distrito 3 se integraba por los municipios de  Angangueo, Carácuaro, Huetamo, Juárez, Jungapeo, Ocampo, San Lucas, Susupuato, Tiquicheo de Nicolás Romero, Tuxpan, Tuzantla, Tzitzio y Zitácuaro.

### Distritación 2017-2022
Entre 2017 y 2022 el distrito 3 estaba formado por los municipios de Angangueo, Carácuaro, Huetamo, Juárez, Jungapeo, Ocampo, San Lucas, Susupuato y Tiquicheo de San Nicolás Romero.

## Diputados por el distrito
| Diputado                          | Grupo parlamentario                         | Legislatura   | Periodo     |
| --------------------------------- | ------------------------------------------- | ------------- | ----------- |
|                                   |                                             | I             | 1857 - 1861 |
|                                   |                                             | II            | 1861 - 1862 |
|                                   |                                             | III           | 1862 - 1863 |
|                                   |                                             | IV            | 1867 - 1868 |
|                                   |                                             | V             | 1869 - 1871 |
|                                   |                                             | VI            | 1871 - 1873 |
|                                   |                                             | VII           | 1873 - 1875 |
|                                   |                                             | VIII          | 1875 - 1878 |
|                                   |                                             | IX            | 1878 - 1880 |
|                                   |                                             | X             | 1880 - 1882 |
|                                   |                                             | XI            | 1882 - 1884 |
|                                   |                                             | XII           | 1884 - 1886 |
|                                   |                                             | XIII          | 1886 - 1887 |
|                                   |                                             | XIV           | 1888 - 1890 |
|                                   |                                             | XV            | 1890 - 1892 |
|                                   |                                             | XVI           | 1892 - 1894 |
|                                   |                                             | XVII          | 1894 - 1896 |
|                                   |                                             | XVIII         | 1896 - 1898 |
|                                   |                                             | XIX           | 1898 - 1900 |
|                                   |                                             | XX            | 1900 - 1902 |
|                                   |                                             | XXI           | 1902 - 1904 |
|                                   |                                             | XXII          | 1904 - 1906 |
|                                   |                                             | XXIII         | 1906 - 1908 |
|                                   |                                             | XXIV          | 1908 - 1910 |
|                                   |                                             | XXV           | 1910 - 1912 |
|                                   |                                             | XXVI          | 1912 - 1914 |
| Cayetano Andrade López            |                                             | Constituyente | 1916 - 1917 |
| Martín Barragán                   |                                             | XXVII         | 1917 - 1918 |
|                                   |                                             | XXVIII        | 1918 - 1920 |
|                                   |                                             | XXIX          | 1920 - 1922 |
| José Barriga Zavala               |                                             | XXX           | 1922 - 1924 |
|                                   |                                             | XXXI          | 1924 - 1926 |
|                                   |                                             | XXXII         | 1926 - 1928 |
|                                   |                                             | XXXIII        | 1928 - 1930 |
| Ernesto Soto Reyes                | Partido Nacional Revolucionario             | XXXIV         | 1930 - 1932 |
| Alberto Bremauntz Martínez        | Partido Nacional Revolucionario             | XXXV          | 1932 - 1934 |
| Augusto Hinojosa                  | Partido Nacional Revolucionario             | XXXVI         | 1934 - 1937 |
|                                   |                                             | XXXVII        | 1937 - 1940 |
|                                   |                                             | XXXVIII       | 1940 - 1943 |
|                                   |                                             | XXXIX         | 1943 - 1946 |
|                                   |                                             | XL            | 1946 - 1949 |
|                                   |                                             | XLI           | 1949 - 1952 |
|                                   |                                             | XLII          | 1952 - 1955 |
|                                   |                                             | XLIII         | 1955 - 1958 |
|                                   |                                             | XLIV          | 1958 - 1961 |
|                                   |                                             | XLV           | 1961 - 1964 |
|                                   |                                             | XLVI          | 1964 - 1965 |
| José Encarnación Tellitud Reyes   | Partido Revolucionario Institucional        | XLVII         | 1967 - 1970 |
| Esvelia Calderón Corona           | Partido Revolucionario Institucional        | XLVIII        | 1970 - 1973 |
| Antonio Martínez Báez             | Partido Revolucionario Institucional        | XLIX          | 1973 - 1976 |
| Raúl Lemus García                 | Partido Revolucionario Institucional        | L             | 1976 - 1979 |
| Norberto Mora Plancarte           | Partido Revolucionario Institucional        | LI            | 1979 - 1982 |
| Raúl Lemus García                 | Partido Revolucionario Institucional        | LII           | 1982 - 1985 |
| Fausto Vallejo Figueroa           | Partido Revolucionario Institucional        | LIII          | 1985 - 1988 |
| Lorenzo Martínez Gómez            | Partido Auténtico de la Revolución Mexicana | LIV           | 1988 - 1991 |
| José Jesús Gregorio Flores Alonzo | Partido Revolucionario Institucional        | LV            | 1991 - 1994 |
| Froylán Velázquez Hernández       | Partido de la Revolución Democrática        | LVI           | 1994 - 1997 |
| Jaime Castro López                | Partido Revolucionario Institucional        | LVII          | 1997 - 2000 |
| Silvano Aureoles Conejo           | Partido de la Revolución Democrática        | LVIII         | 2000 - 2001 |
| Donaldo Ortiz Colín               | Partido de la Revolución Democrática        | LVIII         | 2001 - 2003 |
| Pascual Sigala Páez               | Partido de la Revolución Democrática        | LIX           | 2003 - 2006 |
| Mario Vallejo Estévez             | Partido de la Revolución Democrática        | LX            | 2006 - 2009 |
| Dina Herrera Soto                 | Partido de la Revolución Democrática        | LXI           | 2009 - 2012 |
| Silvano Aureoles Conejo           | Partido de la Revolución Democrática        | LXII          | 2012 - 2015 |
| Juan Antonio Ixtláhuac Orihuela   | Partido Revolucionario Institucional        | LXIII         | 2015 - 2018 |
| Mary Carmen Bernal Martínez       | Partido del Trabajo (México)                | LXIV          | 2018 - 2021 |
| Mary Carmen Bernal Martínez       | Partido del Trabajo (México)                | LXV           | 2021 - 2024 |
| Mary Carmen Bernal Martínez       | Partido del Trabajo (México)                | LXVI          | 2024 - 2027 |